# Михаїл Черкез
Михаїл Черкез (рум. Mihail Cristodulo Cerchez; *8 червня 1839, Бирлад, Молдовське князівство, — †12 липня 1885, Ясси, Румунія) — румунський генерал, учасник війни за незалежність Румунії.

## Біографія
Був черкесом за національністю, Черкез командував румунською армією у війні за незалежність Румунії і здобув ряд перемог. У битві при Плевені, розбивши турків, полонив командувача турецькою армією генерала Нурі-Газі Осман-пашу, який, здавшись, віддав Черкезу свій меч.

## Пам'ять
Ім'я «Генерал Михаїл Черкез» носить 85-й батальйон матеріально-технічного забезпечення Збройних Сил Румунії (Batalionul 85 Logistic «General Mihail Cerchez»)